# Фоа, Эжени
Эжени Фоа (фр. Eugénie Foa); урождённая Ребекка Эжени Родригес Энрикес (Rebecca Eugénie Rodrigues Henriquès; 12 июня 1796, Бордо — 3 мая 1852, Париж) — французская писательница и журналистка. Автор исторических романов на еврейские темы и многочисленных произведений в разных жанрах для детей и юношества.

## Биография и творчество
Ребекка Эжени Родригес Энрикес родилась в 1796 году в Бордо. Её родители происходили из двух наиболее известных и состоятельных еврейских семейств Бордо: отец, Исаак Родригес Энрикес, стоял во главе семейного банка и входил в Великий синедрион; мать, Эстер Градис, была дочерью Давида Градиса, крупного торговца и филантропа. В семье было трое детей, так или иначе связавших свою жизнь с искусством: брат Эжени, Ипполит, был писателем и историком; её сестра Леони, вышедшая замуж за композитора Жака-Фроманталя Галеви, была известным скульптором.
В 1810 году Эжени с семьёй переехала из Бордо в Париж. В 1814 году она вышла замуж за торговца из Марселя Жозефа Фоа; в 1820 году у них родился сын Эдуар. Однако брак был несчастливым; в конце концов муж бросил Эжени. Она вернулась в родительский дом, где оставалась вплоть до смерти отца в 1836 году. В 1834 году Эдуар, живший с отцом в Льеже, убежал из дома, чтобы отыскать свою мать, но был арестован за бродяжничество. Вмешательство влиятельных родственников и друзей Эжени помогло убедить Жозефа позволить сыну жить с матерью в Париже.
В 1830-х годах Эжени начала печататься в женских и детских журналах (в том числе под псевдонимами Мария Фиц-Кларенс и Эдмон де Фонтан), став со временем профессиональным литератором. Первые её романы — «Le Kidouschim ou l’anneau nuptial des hébreu» (1830), «Rachel, ou l’héritage» (1833), «La Juive: Histoire du temps de la Régence» (1835) и др. — были связаны с еврейской тематикой. В них Фоа стремилась представить еврейские праздники и ритуалы как можно более привлекательными в глазах французских читателей, подчёркивая их высокую нравственность и красоту. Кроме того, Эжени Фоа создала в своих книгах новый образ еврейской женщины, существенно отличавшийся от традиционно сложившегося в романах романтического направления. Её героини отличаются независимостью и приверженностью еврейству: даже влюбляясь в мужчин христианского вероисповедания, они не стремятся перейти в христианство.
Впоследствии Фоа обратилась к иным жанрам и стала писать преимущественно для детей и юношества. Детская литература в то время не получала должного внимания, и Фоа многое сделала для её развития. Для юных читателей она писала сказки, биографии выдающихся людей и статьи на темы, связанные с еврейством. Позднее, в 1841 году, Фоа, всё больше отчуждаясь от своих близких, обратилась в католицизм и начала работать над житиями святых для детей. Наибольшим успехом среди её детских произведений пользовался «Le Petit Robinson de Paris, ou le triomphe de l’industrie» (1840), шестикратно переиздававшийся во Франции и несколько раз в США. Книги Фоа, адресованные детям, отличаются дидактизмом; в них проповедуются такие добродетели, как трудолюбие, благотворительность, религиозная терпимость. В числе тем, наиболее волновавших Фоа, — защита прав угнетаемых и обездоленных представителей человечества: рабов, женщин, детей, глухих людей.
Помимо собственно литературной деятельности, Эжени Фоа также вела модные рубрики в «Journal des débats» и «Chronique de Paris». В 1848 году она сотрудничала с феминистским изданием «La Voix des femmes». Первая профессиональная еврейская писательница Франции, Фоа, вероятно, была также первой еврейской женщиной, зарабатывавшей на жизнь литературным трудом.
После смерти Фоа её произведения долгое время оставались популярными и многократно переиздавались, прежде чем подвергнуться забвению в XX веке. Некоторые из них были переведены на русский язык и издавались в России в 1830-х годах, в том числе в журнале «Детская библиотека». Одну из книг Эжени Фоа, «Маленькие музыканты» (собрание рассказов о детстве Люлли, Гретри, Буальдье и других композиторов), любил ребёнком П. И. Чайковский.